# 哥尼流
哥尼流（Cornelius）是常见的一个罗马名字，“百夫长哥尼流”（Centurion Cornelius）特指新约圣经中的一个人物，是在罗马帝国猶太行省凱撒利亞意大利营的一位罗马百夫长。他是最早皈依基督教的非犹太人之一。他皈依基督教之前，相当虔诚，全家敬畏上帝，常常祷告，又多多賙濟百姓。曾在异象中见到天使，告诉他他的祷告和賙濟已蒙垂听，要派人去约帕请彼得前来该撒利亚。见《使徒行传》10章。
哥尼流打发的人尚未到时，彼得自己也见到了另一个异象；在彼得的异象中，他看见天上降下一个器皿，里面有各种四足的走兽和天空的飞鸟。有声音命令彼得宰了吃。彼得无法接受，因为根据旧约的律法，这些不属于符合教規的食物，不能食用。于是又有声音告诉彼得：神所洁净的，不可当作俗物。
正在彼得困惑的时候，哥尼流派来的人到达门外，于是彼得领悟这个异象是允许外邦人的皈依。当哥尼流见到彼得，哥尼流俯伏在他脚前拜他。彼得便拉哥尼流起來，欢迎他。两人分享各自的异象后，彼得开始传讲关于耶稣的工作和復活，这时，圣灵降临到在场的每个人身上。他们中的犹太人惊讶于哥尼流等外邦人也得到圣灵的恩赐，并开始说方言，赞美上帝。于是彼得为哥尼流等人施行了浸礼。